# Women’s Cricket Super League
Die Women’s Cricket Super League (auch bekannt als Kia Super League aus sponsorengründen) war eine englische WTwenty20-Cricket-Liga für Franchises für Frauen. Am seit 2016 ausgetragene Wettbewerb nahmen sechs Franchises Teil, die an die traditionellen County-Mannschaften und Universitäten angeschlossen waren. Ab der Saison 2020 wurde der Wettbewerb durch den neuen 100-Ball-Cricket-Wettbewerb ersetzt.

## Franchises
An der Super League nehmen die folgenden sechs Franchises teil.
| Mannschaften           | Heimstadion                                                                |
| ---------------------- | -------------------------------------------------------------------------- |
| Lancashire Thunder     | Old Trafford Cricket Ground, Stanley Park, Aigburth, Trafalgar Road Ground |
| Loughborough Lightning | Haslegrave Ground, Edgbaston Cricket Ground                                |
| Southern Vipers        | Ageas Bowl, Arundel Castle, County Cricket Ground                          |
| Surrey Stars           | The Oval, Woodbridge Road                                                  |
| Western Storm          | County Ground, Bristol County Ground, College Ground                       |
| Yorkshire Diamonds     | Headingley Stadium, Clifton Park, North Marine Road Ground                 |

## Sieger
| Saison | Finalort   | Sieger          | Finalgegner            | Ergebnis                              |
| ------ | ---------- | --------------- | ---------------------- | ------------------------------------- |
| 2016   | Chelmsford | Southern Vipers | Western Storm          | Southern Vipers gewinnt mit 7 Wickets |
| 2017   | Hove       | Western Storm   | Southern Vipers        | Western Storm gewinnt mit 7 Wickets   |
| 2018   | Hove       | Surrey Stars    | Loughborough Lightning | Surrey Stars gewinnt mit 66 Runs      |
| 2019   | Hove       | Western Storm   | Southern Vipers        | Western Storm gewinnt mit 6 Wickets   |

## Abschneiden der Mannschaften
| Vorrunde (VR)     |
| Halbfinale (HF)   |
| Zweiter Platz (2) |
| Turniersieger (1) |

| Team                   | 2016 | 2017 | 2018 | 2019 |
| ---------------------- | ---- | ---- | ---- | ---- |
| Lancashire Thunder     | VR   | VR   | VR   | VR   |
| Loughborough Lightning | HF   | VR   | 2    | HF   |
| Southern Vipers        | 1    | 2    | VR   | 2    |
| Surrey Stars           | VR   | HF   | 1    | VR   |
| Western Storm          | 2    | 1    | HF   | 1    |
| Yorkshire Diamonds     | VR   | VR   | VR   | VR   |